# 65a edició dels Premis Sant Jordi de Cinematografia
La gala de la 65a edició dels Premis Sant Jordi de Cinematografia va tenir lloc presencialment el 19 d'abril de 2021 als Cinemes Verdi de Barcelona, coincidint amb la BCN Film Fest, i va ser transmesa per Ràdio 4 i en el circuit català de La 2, presentada per Laura Mesa i Marc Sala i amenitzada musicalment per Suu, que va interpretar Tant de bo, i Miki Núñez amb No m'ho esperava.
El 8 de febrer de 2021, el jurat del premi, format per 13 periodistes i crítics de cinema presidit per Conxita Casanovas, presentadora de Va de cine de Ràdio 4, va donar a conèixer els guanyadors dels títols competitius. El premi de la indústria es va donar a conèixer el 9 d'abril i es va entregar a Santiago Segura per la seva trajectòria i valorant l'estrena en 2020 de Padre no hay más que uno 2: La llegada de la suegra.

## Premis Sant Jordi

### Premis competitius
| Categoria                              | Premiat                   | Labor premiada                           |
| -------------------------------------- | ------------------------- | ---------------------------------------- |
| Millor pel·lícula espanyola            | El año del descubrimiento | Pel·lícula                               |
| Millor actor en pel·lícula espanyola   | Mario Casas               | No matarás.                              |
| Millor actriu en pel·lícula espanyola  | Patricia López Arnaiz     | Ane Uno para todos Ofrenda a la tormenta |
| Millor ópera prima                     | Nuria Giménez Lorang      | My Mexican Bretzel                       |
| Millor pel·lícula estrangera           | Boże Ciało                | Pel·lícula                               |
| Millor actor en pel·lícula estrangera  | Luca Marinelli            | Martin Eden                              |
| Millor actriu en pel·lícula estrangera | Mariana di Girolamo       | Ema                                      |

### Premis honorífics
| Categoria                       | Premiat         | Labor premiada |
| ------------------------------- | --------------- | -------------- |
| Premi de la indústria           | Santiago Segura |                |
| Premi especial a la trajectòria | Vicky Peña      | -              |
| Premi d'honor                   |                 | -              |

## Roses de Sant Jordi
Igual que en anys anteriors, al costat dels Premis Sant Jordi es lliuren les Roses de Sant Jordi. A diferència dels premis de la crítica, les roses són concedides per votació popular entre els oïdors de Ràdio Nacional d'Espanya. El nom dels guanyadors es va donar a conèixer el 25 de març de 2021.
| Categoria                    | Premiada        |
| ---------------------------- | --------------- |
| Millor pel·lícula espanyola  | La boda de Rosa |
| Millor pel·lícula estrangera | El pare         |